# Ilhéu de Baixo
Ilhéu de Baixo ist eine unbewohnte Insel an der Südostspitze der Azoreninsel Graciosa. Sie ist für ihren Reichtum und ihre Vielfalt an Meeresvögeln bekannt und deshalb als Naturschutzgebiet ausgewiesen.

## Geographie
Die 9 Hektar große Insel liegt 700 Meter vor der Ponta da Restinga, dem Südostkap Graciosas. Das Eiland ist der 73 m hohe Rest eines erodierten Vulkankegels. Es besitzt einige Höhlen und ist von kleineren Felsen umgeben.

## Naturschutz
Ilhéu de Baixo ist das Brutgebiet einer artenreichen Gemeinschaft von Meeresvögeln und wird deshalb von BirdLife International gemeinsam mit der benachbarten Küste Graciosas und einem Meeresgebiet von 203 ha als Important Bird Area PT059 „Ilhéu de Baixo e costa adjacente“ und vom portugiesischen Staat als Sítio de Importância Comunitária „Ilhéu de Baixo, Restinga e Medidas de Gestão Propostas“ (PTGRA0015) ausgewiesen. Als besonders schützenswert gelten der Bulwersturmvogel (Bulweria bulwerii), der Sepiasturmtaucher (Calonectris diomedea), die Rosenseeschwalbe (Sterna dougallii), die Fluss-Seeschwalbe (Sterna hirundo), der Barolo-Sturmtaucher (Puffinus baroli), der Seidenreiher (Egretta garzetta), der Madeirawellenläufer (Oceanodroma castro) und der Kapverden-Sturmvogel (Pterodroma feae). Vertreten sind darüber hinaus der Steinwälzer (Arenaria interpres), der Sanderling (Calidris alba), der Seeregenpfeifer (Charadrius alexandrinus), die Felsentaube (Columba livia), die Weißkopfmöwe (Larus cachinnans atlantis), die Mantelmöwe (Larus marinus), die Lachmöwe (Larus ridibundus) und der Regenbrachvogel (Numenius phaeopus).